# Pilosimitra buckii
Pilosimitra buckii là một loài rêu trong họ Sematophyllaceae. Loài này được B.C. Tan & G. Dauphin mô tả khoa học đầu tiên năm 2005.